# 宝勝
宝勝（ほうしょう）は、中国、唐代の浙東起義の指導者袁晁が建てた私年号。762年 - 763年。

## 西暦との対照表
| 正徳 | 元年  | 2年   |
| 西暦 | 762年 | 763年 |
| 干支 | 壬寅  | 癸卯  |